# Stanisław Brzosko
Stanisław Brzosko ps. Socha (ur. 29 marca 1922 w Klimontowie (obecnie Sosnowiec), zm. 22 grudnia 2020) – polski wojskowy, żołnierz polskiego ruch oporu w czasie II wojny światowej, powstaniec warszawski. 

## Życiorys
W 1931 roku przeprowadził się do Białegostoku, gdzie uczęszczał do Gimnazjum im. Zygmunta Augusta oraz był członkiem działającej przy nim Drużyny Harcerskiej im. Adama Mickiewicza. Podczas kampanii wrześniowej 1939 roku służył w białostockiej obronie przeciwlotniczej, a następnie brał udział jako ochotnik w obronie Grodna przed Armią Czerwoną. Po zakończeniu walk powrócił do Białegostoku, a następnie przeniósł się do Warszawy.
W stolicy zdał maturę i rozpoczął studia na konspiracyjnym Wydziale Mechanicznym Politechniki Warszawskiej, działającej wówczas jako Państwowa Wyższa Szkoła Techniczna. Jednocześnie wstąpił w szeregi Związku Walki Zbrojnej, gdzie służył w batalionie „Vistula” (późniejszy batalion „Kiliński”). W 1942 roku ukończył konspiracyjną szkołę podchorążych i został awansowany do stopnia kaprala podchorążego.
Podczas powstania warszawskiego walczył w rejonie ul. Marszałkowskiej, biorąc udział w zdobyciu budynku Dyrekcji MZK oraz gmachu Poczty Głównej przy pl. Napoleona. Był uczestnikiem wszystkich sześciu szturmów na gmach PAST-y. W nocy 30/31 sierpnia 1944 roku brał udział w próbie przebicia się na Starówkę, następnie walczył w linii obrony Nowego Światu, gdzie w dniu 8 września 1944 roku został ranny podczas bombardowania kina Colosseum. Przebywał w szpitalach polowych przy ul. Brackiej 23, ul. Mokotowskiej 55 i ul. Koszykowej 50. Rozkazem komendanta I obwodu Warszawskiego Okręgu AK z dn. 27 września 1944r. został on awansowany na stopień podporucznika.
Po upadku powstania dostał się do niewoli niemieckiej (nr jeniecki 305004). Był więziony w Stalagu IV B Zeithain, gdzie przebywał w tamtejszym szpitalu obozowym (Kriegsgefangenen-Lazarett), natomiast w styczniu 1945 roku został wywieziony do Stalagu XI B Fallingbostel oraz Oflagu II D Gross Born. Stamtąd w kolumnie marszowej dotarł do Stalagu X B Sandbostel oraz Oflagu X C Lübeck. Tam doczekał wyzwolenia, następnie wstąpił w szeregi 10 Brygady Kawalerii Pancernej Polskich Sił Zbrojnych na Zachodzie. 
Do kraju powrócił w 1947 roku. Nie ujawnił swojej przynależności do Armii Krajowej oraz udziału w powstaniu warszawskim, co pozwoliło mu uniknąć represji komunistycznych. W 2014 roku został awansowany do stopnia podpułkownika rezerwy.

## Odznaczenia
- Krzyż Srebrny Orderu Virtuti Militari
- Krzyż Walecznych
- Krzyż Armii Krajowej
- Warszawski Krzyż Powstańczy
- Medal „Pro Memoria”
- Odznaka Batalionu „Kiliński”